# Erik Sowinski
Erik Sowinski (* 21. Dezember 1989 in Waukesha, Wisconsin) ist ein US-amerikanischer Leichtathlet, der sich auf den 800-Meter-Lauf spezialisiert hat.

## Sportliche Laufbahn
Erik Sowinski besuchte die University of Iowa und schloss dort 2012 ein Studium ab. 2014 startete er bei den Hallenweltmeisterschaften in Sopot und schied dort mit 1:48,04 min in der ersten Runde im 800-Meter-Lauf aus. Bei den IAAF World Relays 2015 auf den Bahamas siegte er in 7:04,84 min mit der US-amerikanischen 4-mal-800-Meter-Staffel. Im August erreichte er bei den Weltmeisterschaften in Peking das Halbfinale über 800 Meter und schied dort mit 1:47,16 min aus. Im Jahr darauf gewann er dann bei den Hallenweltmeisterschaften in Portland in 1:47,22 min die Bronzemedaille hinter seinem Landsmann Boris Berian und Antoine Gakeme aus Burundi. Bei den IAAF World Relays 2017 in Nassau siegte er in 7:13,16 min erneut mit der 4-mal-800-Meter-Staffel. Seit 2021 ist er neben den 800 Metern auch als Pacemaker für zahlreiche Rennen über 1500 Meter im Einsatz.
In den Jahren 2013 und 2014 wurde Sowinski US-amerikanischer Hallenmeister im 800-Meter-Lauf sowie 2017 über 600 Meter.

## Persönliche Bestleistungen
- 600 Meter: 1:15,06 min, 5. Juni 2016 in Birmingham
  - 600 Meter (Halle): 1:15,07 min, 5. März 2017 in Albuquerque
- 800 Meter: 1:44,58 min, 19. April 2014 in Walnut
  - 800 Meter (Halle): 1:45,69 min, 31. Januar 2021 in Fayetteville
- 1000 Meter: 2:20,29 min, 14. Juli 2014 in Linz
  - 1000 Meter (Halle): 2:18,63 min, 15. Februar 2014 in New York City